# Pycnofibre
Les pycnofibres sont un des phanères retrouvés chez les amniotes. On les connaît principalement sous forme fossile, notamment chez les ptérosaures ou chez certains dinosaures. Le terme « pycnofibre », qui signifie « filament dense », a été inventé par le paléontologue Alexander Kellner et ses collègues en 2009.
Les pycnofibres étaient des filaments souples et courts, d'environ cinq à sept millimètres de long et plutôt de structure simple avec un canal central creux. Elles sont décrites et parfois considérées comme une structure « à mi-chemin du poil et de la plume ». Certaines publications les considèrent comme des proto-plumes qui peuvent avoir plusieurs types.